# Giampaolo Lampredi
Giampaolo Lampredi (Piazzola sul Brenta, 13 maggio 1940 – Padova, 3 maggio 2020) è stato un allenatore di calcio e calciatore italiano, di ruolo difensore.

## Carriera
Esordì nel Padova dove dal 1961 al 1963 giocò due stagioni di Serie A e Serie B.
Nel 1963 passò al Catania dove giocò in Serie A tre stagioni per un totale di 75 presenze e un gol.
Sceso di categoria, dal 1966 al 1969 giocò in Serie B per Reggiana e Cesena.
Da allenatore guidò l'Opitergina.